# День единства балтов
День единства балтов (латыш. Baltu vienės diena, лит. Baltų vienybės diena) — памятный день в Литве и Латвии, отмечаемый 22 сентября в память о битве при Сауле в 1236 году, в которой объединённые жемайты и земгалы разгромили и уничтожили Орден меченосцев, отправившихся в крестовый поход, объявленный папой Григорием IX 19 февраля 1236 года. В 2000 году Сейм Литвы и Латвии объявил день битвы при Сауле — 22 сентября — Днём единства балтов. Примерно 22 сентября Солнце достигает точки осеннего равноденствия.

## История
Общее название племён – балты – как научный термин было введено в середине XIX века немецким учёным Георгом Несельманом и с тех пор стало общеупотребительным. Название было обусловлено географическим положением территории, населённой этими племенами, у Балтийского моря. Племена балтов: земгалы, жемайты, селы, латгалы, налшесы, скалвы, пруссы, ятвяги, галинды и другие – были родственны по языку, обычаям, религии, культуре и оставили значительный след на всей территории Европы. Сегодня на балтийских языках, одних из самых архаичных в индоевропейской семье, говорят только литовцы и латыши.
Впервые города Шяуляй и Елгава, сотрудничавшие друг с другом, совместно отметили в 1986 году 750-летие битвы. Позднее этот день стал отмечаться ежегодно. С 1995 года, в 2008 году, к совместному празднованию присоединилось самоуправление Йонишкского района, а позднее этот день стали отмечать и в других городах Литвы и Латвии. В 2008 году латыши обратились к балтам всего мира с призывом вместе отметить День единства балтов 22 сентября.
25 сентября 2010 года самоуправления города Шяуляй, Шяуляйского, Акмянского, Йонишкского, Кельмского, Пакруойского и Радвилишкского районов Литвы, а также самоуправления Елгавы и Дуобеля Латвии договорились совместно отметить 775-ю годовщину битвы при Сауле в 2011 году.

## Празднование
Символом балтийского единства является костёр, зажжённый на самых высоких холмах и курганах региона в память о том, как балтийские племена использовали сигнальные костры, чтобы предупреждать друг друга о приближающемся враге. Мероприятие «Огонь балтийского единства – Горный съезд» организовано Шяуляйским клубом охраны природы и культурного наследия «Аукурас». В съезде участвуют Общество жемайтийской культуры, Национальный парк Куршской косы, Государственный культурный заповедник «Кернаве», Дубисский региональный парк, Жагарский региональный парк, Латвийский фольклорный информационный центр, Литовский союз миротворцев и другие организации. 22 сентября 2009 года, в ознаменование Дня балтийского единства, костры были зажжены на 57 горах в Литве, 8 в Латвии, 1 в Польше и 1 в Гудии.
В 2010 году было организовано факельное шествие от деревни Яунюнай, близ которой, как считается, произошла битва при Сауле, до городища Салдуве, где в то время стоял самый мощный замок в округе.